# Bridgeton, New Jersey
Bridgeton är en stad i New Jersey, USA, nära Delawareflodens mynning.
Bridgeton var tidigare känt för sin glas- och bomullsindustri.